# Segle XVIII aC
El segle XVIII aC comença l'1 de gener del 1800 aC i acaba el 31 de desembre del 1701 aC. És un període de l'edat antiga marcat per la puixança de Babilònia després d'una ràpida expansió territorial.

## Política
L'Índia entra a l'edat de ferro amb uns avenços que exportarà segles després cap a Occident el conjunt de pobles aris, separats dels iranians amb qui compartien avantpassats.
A la resta del món, es produeixen una sèrie de canvis als centres de poder. Troia inicia un període d'esplendor (del 1800 aC fins al 1300 aC), així com les diferents ciutats estat de Palestina. A Egipte s'instal·len els hicsos (amb la seva capital a Àvaris), que van acabar rivalitzant amb les dinasties autòctones. Hammurabi de Babilònia conquereix Mari i amplia els dominis del seu regne. Apareix el regne independent d'Alep.
A finals del segle, els casites (kasites) després d'establir-se feia pocs anys en l'anomenat regne de Khana (Mari i Terqa) conquereixen Babilònia sota el rei Gandash que es titula rei de Sumèria, Accàdia i Babilònia.

## Economia i societat
S'extingeixen els últims mamuts a l'illa de Wrangel. Es produeix l'erupció del Mount Veniaminof, a Alaska (nivell 6 segons l'índex d'explosibilitat volcànica).
Babilònia esdevé la ciutat més poblada del món i la potència dominant a Mesopotàmia. Qatna és un centre de les caravanes comercials gràcies als seus cavalls. Els aqueus comencen a instal·lar-se a Grècia.

## Invencions i descobriments
Es perfecciona la roda de radis que permet fer carros més lleugers i veloços. Les tècniques agrícoles experimenten amb l'alternança de conreus per no esgotar els recursos del sòl, fet que permet conrear noves varietats de cereals.

## Art, cultura i pensament
D'aquest segle data l'Estela d'Hammurabi, del governant homònim, on es compila un complet text legal que seria exemple de molts altres en el futur, entre ells els manaments bíblics. La tauleta inclou un relleu del déu Shamash, un dels més venerats pel monarca.
El Disc de Festos es crea a Creta, amb una finalitat no del tot aclarida i simbologia de significat avui perdut.